# Andrew Gemmell
Andrew Douglas Gemmell (Columbia, 20 febbraio 1991) è un nuotatore statunitense, specializzato nel nuoto di fondo.

## Carriera
È stato campione mondiale della gara a squadre di nuoto di fondo ai campionati mondiali di Shanghai 2011. Nell'edizione precedente, a Roma, nel 2009, era invece giunto al secondo posto nella 10 km.

## Palmarès
- Mondiali

Roma 2009: argento nella 10km.
Shanghai 2011: oro nella gara a squadre.
- Giochi PanPacifici

Gold Coast 2014: oro nei 10km.
- Giochi Panamericani

Toronto 2015: argento nei 1500m sl.
- Mondiali giovanili

Monterrey 2008: oro nei 400m misti.

## Riconoscimenti
- Open Water Swimmer of the Year: 2014